# Bilkerur, Bagalkot
Bilkerur là một làng thuộc tehsil Bagalkot, huyện Bagalkot, bang Karnataka, Ấn Độ.